# رینو بندتی
رینو بندتی (ایتالیایی: Rino Benedetti; ۱۸ نوامبر ۱۹۲۸ – ۱۴ ژوئن ۲۰۰۲) دوچرخه‌سوار اهل ایتالیا بود.
وی در مسابقات کشوری و بین‌المللی در مجموع برندهٔ ۱ مدال نقره شده‌است.